# 画材
画材（がざい）は、絵画、製図、漫画などに使う道具のこと。
大きく分けると着色力を持つ絵具と、描画対象である支持体、その他の用具がある。画材は時代につれ様々なものが生まれ、絵画技法とも密接な関係がある。場合によってはその一部は文房具とも重なる。画家や文化財保護の観点での画材についての学問分野には絵画材料学や保存科学などがある。

## 主な画材
- 描画材料
  - 塗料・絵具
    - テンペラ絵具
    - 油絵具
    - 水彩絵具、ガッシュ、ポスターカラー
    - アクリル絵具
    - 日本画材料
      - 顔料（岩絵具、泥絵具、胡粉）
      - 固形絵具（顔彩、鉄鉢、棒絵具）

  - インク
    - 墨（インディアンインク）
    - セピア、ビスター（英語版）

  - 固形描画材
    - 木炭、チョーク、パステル、コンテ
    - 鉛筆、色鉛筆
    - クレヨン、オイルパステル、オイルバー（英語版）

  - ペン
    - つけペン
    - カラス口、製図ペン、ミリペン
    - コピックマーカー（アルコールマーカー）

  - 下地剤
    - ジェッソ（英語版）
    - 礬水

  - 保護剤
    - ワニス
    - フィキサチーフ

  - 筆（画筆）、ペインティングナイフ、擦筆、エアブラシ
  - 消しゴム、修正液
- 支持体
  - キャンバス
  - 画用紙、スケッチブック
  - 絵絹、和紙
- パレット、油壺、筆洗
- イーゼル、画板、ドラフター、トレス台
- 定規（三角定規、雲形定規、溝引きなど）